# Carl Lindner, Jr.
Carl Lindner, Jr. (* 22. April 1919 in Norwood, Ohio; † 17. Oktober 2011) war ein US-amerikanischer Unternehmer.

## Leben
Lindner verließ mit 14 Jahren die Schule und begann im Familienbetrieb zu helfen, den er kontinuierlich im Laufe der Jahrzehnte zum Unternehmen United Dairy Farmers erweiterte. Gemeinsam mit seinen drei Söhnen hielt er über 40 Prozent an dem Finanzunternehmen American Financial Group. Nach dem Selbstmord des Managers Elihu Menashe Black übernahm Lindner durch seine American Financial Group die Kontrolle über den US-Konzern United Fruit Company und benannte den Konzern in Chiquita Brands International um.
Nach Angaben von Forbes Magazine gehörte Lindner zu den reichsten US-Amerikanern zu seinen Lebzeiten. Lindner war Miteigentümer des Baseballvereins Cincinnati Reds, bis er seinen Anteil größtenteils an den Manager Bob Castellini 2005 veräußerte.
Bedeutende hohe finanzielle Spenden gingen von Lindner an die Republikanische Partei, deren Mitglied er war, und 2004 war Lindner ein Hauptsponsor des Wahlkampfes von George W. Bush. Weitere Spenden von ihm gingen an christliche Privatschulen in Cincinnati wie der Cincinnati Hills Christian Academy und an die University of Cincinnati’s College of Business. Für seine finanziellen Spenden an die jüdische Gemeinschaft wurde er zum Man of the Year vom United Jewish Appeal ausgewählt und erhielt die Auszeichnung des Tree of Life Award vom Jüdischen Nationalfonds.
Lindner war mit Edyth Bailey verheiratet und hatte drei Söhne.